# Dylan McDermott
Dylan McDermott, pseudonimo di Mark Anthony McDermott (Waterbury, 26 ottobre 1961), è un attore statunitense.
Noto principalmente per il ruolo dell'avvocato Bobby Donnell nella serie televisiva legale The Practice - Professione avvocati, per cui ha vinto un Golden Globe nel 1999. Oltre ad una lunga carriera cinematografica, McDermott è noto per altri ruoli televisivi nelle serie TV Dark Blue e American Horror Story.

## Biografia
Mark Anthony McDermott è nato a Waterbury (Connecticut), figlio di Diane Marino e Richard "Mac" McDermott. Suo padre era di origine irlandese mentre sua madre era di origine italiana e inglese. Quando nacque, sua madre aveva 15 anni e suo padre 17. Nel 1967 i genitori divorziarono e McDermott, assieme alla sorella minore Robin, andò a vivere con la madre. Il 9 febbraio 1967 la madre venne uccisa con un colpo di pistola. La morte della donna venne inizialmente archiviata come un incidente, ma le successive indagini portarono la polizia ad accusare di omicidio John Sponza, convivente di Diane McDermott in quel periodo. Sponza ha sempre sostenuto che la donna si era sparata accidentalmente mentre stava pulendo una pistola. Nel 1972 Sponza, che secondo la polizia era legato alla criminalità organizzata, è stato trovato morto nel bagagliaio di una macchina a Waltham, Massachusetts, ucciso da un colpo di pistola. Quando la madre morì McDermott aveva 5 anni, e lui e sua sorella sono stati cresciuti dalla nonna materna, Avis Rogers Marino, a Waterbury. McDermott si è diplomato presso la Holy Cross High School.
Poco più che adolescente, McDermott iniziò a viaggiare per fare visita a suo padre, che possedeva il Saloon West Street Fourth nel Greenwich Village. In quel periodo strinse amicizia con la terza moglie del padre, la drammaturga femminista Eve Ensler (nota autrice de I monologhi della vagina), da cui fu legalmente adottato quando aveva 15 anni e lei 23. Dopo che la Ensler e il padre divorziarono, McDermott venne incoraggiato dalla donna a intraprendere la carriera di attore. Si iscrisse alla Fordham University di New York City e successivamente studiò recitazione sotto Sanford Meisner alla Neighborhood Playhouse. In quel periodo cambiò il suo nome da Mark a Dylan, come tributo al figlio mai nato di Eve Ensler, che doveva appunto essere chiamato Dylan e che venne perso per aborto spontaneo.

### Carriera
McDermott debuttò nel 1987 nel film di John Irvin Hamburger Hill: collina 937; successivamente recitò nei film Fiori d'acciaio, Hardware - Metallo letale e Diario di un assassino. Nel 1993 recitò al fianco di Clint Eastwood e John Malkovich nel film Nel centro del mirino e l'anno successivo apparve in Miracolo nella 34ª strada. Nel 1995 venne diretto da Jodie Foster in A casa per le vacanze.
Nel 1997 ottenne il ruolo dell'avvocato Robert Donnell, titolare di un piccolo ma combattivo studio legale specializzato in diritto penale, nella serie televisiva legale The Practice - Professione avvocati. McDermott apparve nella serie dal 1997 al 2004 per un totale di sette stagioni sulle otto prodotte, ottenendo una candidatura all'Emmy Award e tre candidature al Golden Globe e vincendo il premio come miglior attore in una serie drammatica nel 1999. Il personaggio di Bobby Donnell è apparso in due episodi della stagione finale e ha effettuato un cross over in due episodi della serie TV Ally McBeal.
Dopo la fine di The Practice - Professione avvocati, McDermott ha partecipato a La giuria, film tratto da un romanzo di Grisham, nel breve ruolo iniziale e non accreditato dell'impiegato massacrato da un fanatico delle armi; in seguito apparve come guest star in un episodio di Will & Grace e ha recitato al fianco di Julianna Margulies nella miniserie TV La tela del ragno. Nel 2007 è stato protagonista del film horror The Messengers e ha preso parte alla serie televisiva Big Shots, cancellata dopo una sola stagione. In seguito è stato protagonista della serie TV Dark Blue, cancellata dopo due stagioni.

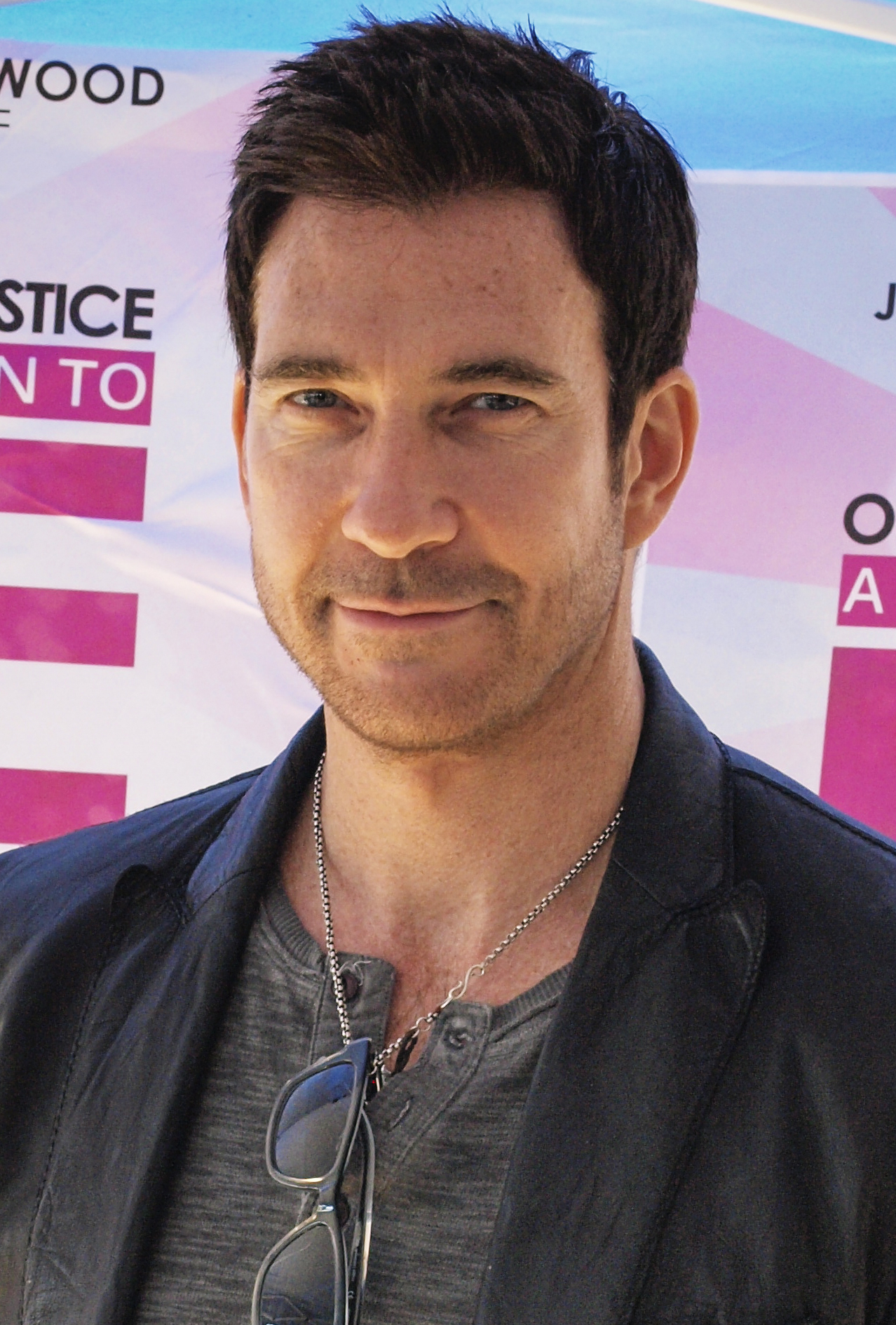
Dylan McDermott nel 2014

Nel 2011 è stato tra gli interpreti principali, nel ruolo del dottor Ben Harmon, della prima stagione di American Horror Story. Nel 2012 ha partecipato anche alla seconda stagione, intitolata American Horror Story: Asylum, nell'inedito ruolo del figlio di Bloody Face. Sempre nel 2012 ha recitato nei film Candidato a sorpresa e Noi siamo infinito. Nella stagione 2013-2014 è stato tra i protagonisti della serie televisiva della CBS Hostages, che però venne cancellata dopo una sola stagione. Nel 2014 è stato protagonista, al fianco di Maggie Q, della serie televisiva Stalker, cancellata dopo la prima stagione prodotta. Nel 2018 è stato il protagonista della serie televisiva del Network FOX LA to Vegas, ma anche questa serie fu cancellata dopo una sola stagione. Nello stesso anno McDermott ritornò ad American Horror Story per un episodio dell'ottava stagione della serie, intitolata American Horror Story: Apocalypse, riprendendo i panni di Ben Harmon. L'anno successivo, tramite alcune foto del set, è stata annunciata la sua presenza nella nona stagione dello show, American Horror Story: 1984.

## Vita privata
McDermott è stato a lungo fidanzato con l'attrice Julia Roberts conosciuta sul set di Fiori d'acciaio. Il 19 novembre 1995 sposa l'attrice Shiva Rose, da cui ha avuto due figlie; Colette Rose (1996) e Charlotte Rose McDermott (2005). La coppia ha ufficialmente divorziato nel 2008. McDermott è un ex alcolista, ha iniziato a bere durante gli anni dell'adolescenza ed ora è sobrio dall'età di 23 anni.
Dal 2015 al 2019 è stato il compagno della modella e attrice Maggie Q, conosciuta sul set della serie televisiva Stalker.

## Filmografia

### Cinema
- Hamburger Hill: collina 937 (Hamburger Hill), regia di John Irvin (1987)
- Blue Iguana (The Blue Iguana), regia di John Lafia (1988)
- Twister, regia di Michael Almereyda (1989)
- Fiori d'acciaio (Steel Magnolias), regia di Herbert Ross (1989)
- Hardware - Metallo letale (Hardware), regia di Richard Stanley (1990)
- Diario di un assassino (Where Sleeping Dogs Lie), regia di Charles Finch (1991)
- Quell'uomo sarà mio (Jersey Girl), regia di David Burton Morris (1992)
- Nel centro del mirino (In the Line of Fire), regia di Wolfgang Petersen (1993)
- Sonny & Pepper - Due irresistibili cowboy (The Cowboy Way), regia di Gregg Champion (1994)
- Miracolo nella 34ª strada (Miracle on 34th Street), regia di Les Mayfield (1994)
- Mister Destiny (Destiny Turns on the Radio), regia di Jack Baran (1995)
- A casa per le vacanze (Home for the Holidays), regia di Jodie Foster (1995)
- Solo se il destino ('Til There Was You), regia di Scott Winant (1997)
- Appuntamento a tre (Three to Tango), regia di Damon Santostefano (1999)
- Texas Rangers, regia di Steve Miner (2001)
- Party Monster, regia di Fenton Bailey e Randy Barbato (2003)
- Wonderland, regia di James Cox (2003)
- La giuria (Runaway Jury), regia di Gary Fleder (2003) – non accreditato
- The Tenants, regia di Danny Green (2005)
- La maga delle spezie (The Mistress of Spices), regia di Paul Mayeda Berges (2005)
- Edison City (Edison), regia di David J. Burke (2005)
- Unbeatable Harold, regia di Ari Palitz (2006)
- The Messengers, regia di Oxide Pang Chun e Danny Pang (2007)
- Have Dreams, Will Travel, regia di Brad Isaacs (2007)
- Mercy, regia di Patrick Hoelck (2009)
- Burning Palms, regia di Christopher B. Landon (2010)
- Nobody Walks, regia di Ry Russo-Young (2012)
- Noi siamo infinito (The Perks of Being a Wallflower), regia di Stephen Chbosky (2012)
- Candidato a sorpresa (The Campaign), regia di Jay Roach (2012)
- Attacco al potere - Olympus Has Fallen (Olympus Has Fallen), regia di Antoine Fuqua (2013)
- Freezer, regia di Mikael Salomon (2013)
- Comportamenti molto... cattivi! (Behaving Badly), regia di Tim Garrick (2014)
- Automata (Autómata), regia di Gabe Ibáñez (2014)
- Mercy, regia di Peter Cornwell (2014)
- Survivor, regia di James McTeigue (2015)
- Amore inaspettato (Blind), regia di Michael Mailer (2017)
- Josie, regia di Eric England (2018)
- The Clovehitch Killer, regia di Duncan Skiles (2018)
- Una famiglia vincente - King Richard (King Richard), regia di Reinaldo Marcus Green (2021)

### Televisione
- The Neon Empire, regia di Larry Peerce – film TV (1989)
- Terre desolate (Into the Badlands), regia di Sam Pillsbury – film TV (1991)
- I racconti della cripta (Tales from the Crypt) – serie TV, episodio 4x02 (1992)
- Paura oltre la porta (The Fear Inside), regia di Leon Ichaso – film TV (1992)
- The Practice - Professione avvocati (The Practice) – serie TV, 145 episodi (1997-2004)
- Ally McBeal – serie TV, episodi 1x20-1x23 (1998)
- Will & Grace – serie TV, episodio 6x06 (2003)
- La tela del ragno (The Grid), regia di Mikael Salomon – miniserie TV (2004)
- A House Divided, regia di Michael Rymer – film TV (2006)
- Big Shots – serie TV, 11 episodi (2007-2008)
- Dark Blue – serie TV, 20 episodi (2009-2010)
- American Horror Story – serie TV, 21 episodi (2011-2012; 2018-2019)
- Hostages – serie TV, 15 episodi (2013-2014)
- Stalker – serie TV, 20 episodi (2014-2015)
- LA to Vegas – serie TV, 15 episodi (2018)
- The Politician – serie TV, episodi 1x03-1x04-1x07 (2019)
- No Activity – serie TV, 7 episodi (2019)
- Hollywood – miniserie TV, 7 puntate (2020)
- Law & Order: Organized Crime – serie TV, 15 episodi (2021-2022)
- American Horror Stories – serie TV, episodio 1x07 (2021)
- Law & Order - Unità vittime speciali (Law & Order: Special Victims Unit) – serie TV, episodio 23x09 (2021)
- FBI: Most Wanted – serie TV, 63 episodi (2022-2025)
- FBI - serie TV, episodio 5x17 (2023)

## Riconoscimenti
- Golden Globe
  - 1999 – Miglior attore in una serie drammatica per The Practice - Professione avvocati
  - 2000 – Candidatura al miglior attore in una serie drammatica per The Practice – Professione avvocati
  - 2001 – Candidatura al miglior attore in una serie drammatica per The Practice – Professione avvocati

## Doppiatori italiani
Nelle versioni in italiano delle opere in cui ha recitato, Dylan McDermott è stato doppiato da:
- Fabio Boccanera in Appuntamento a tre, Freezer, Hostages, Stalker, LA to Vegas, Law & Order: Organized Crime, Law & Order - Unità vittime speciali, FBI: Most Wanted, FBI
- Massimo Rossi in The Practice - Professione avvocati, La giuria, American Horror Story, Mercy, American Horror Stories
- Fabrizio Pucci in Attacco al potere - Olympus Has Fallen, Survivor, The Politician, Hollywood
- Luca Ward in Hardware - Metallo letale, Miracolo nella 34ª strada, A casa per le vacanze
- Massimo Lodolo in Sonny & Pepper - Due irresistibili cowboy, Party Monster, Wonderland
- Francesco Prando in Dark Blue, Autómata
- Andrea Ward in Texas Rangers, Edison City
- Andrea Lavagnino in Comportamenti molto... cattivi, Una famiglia vincente - King Richard
- Marco Mete in Fiori d'acciaio, Quell'uomo sarà mio
- Gianni Giuliano in Hamburger Hill: collina 937
- Roberto Pedicini in Paura oltre la porta
- Riccardo Rossi ne La maga delle spezie
- Tonino Accolla in Solo se il destino
- Agostino De Berti in Ally McBeal
- Sandro Acerbo in Nel centro del mirino
- Pino Insegno in Mister Destiny
- Massimo De Ambrosis in The Messengers
- Tony Sansone in Will & Grace
- Nicola Marcucci in Big Shots
- Claudio Moneta ne La tela del ragno
- Giorgio Borghetti in Candidato a sorpresa
- Alessandro D'Errico in Josie
- Stefano Benassi in Noi siamo infinito
- Fabio Gervasi in Blind - Amore inaspettato